# Công ty bảo hiểm Kyobo Life

Tòa nhà Bảo hiểm Kyobo Life, Seoul

Kyobo Life Insurance Co, Ltd. (hangul:교보생명) là một công ty bảo hiểm nhân thọ Hàn Quốc có trụ sở chính tại Seoul, Hàn Quốc, trước đây là Bảo hiểm giáo dục Daehan (hangul:대한교육보험). Kyobo Life là một trong 3 công ty bảo hiểm lớn nhất Hàn Quốc.
Công ty được thành lập vào 1958 bởi Shin Yong-ho, và con trai ông là Shin Chang-jae hiện là Chủ tịch và CEO từ năm 2000.

## Đối thủ cạnh tranh
- Samsung Life Insurance
- Daehan Life
- Dongbu Life
- Heungkook Life
- AIG Korea Insurance
- Tongyang Orion Life Insurance
- Korea PCA Life
- Korea ING Life

## Liên kết
- Trang chủ Kyobo Life Lưu trữ ngày 18 tháng 2 năm 2013 tại archive.today (tiếng Anh)